# Клиновац
Клиновац је насеље у Србији у општини Бујановац у Пчињском округу. Према попису из 2022. било је 405 становника.

## Историја
У месту је српска народна школа започела рад пре 1880. године. Други пут је отворена 1891. године.
У селу је 25. јануара 1843. рођен Владимир Протић српски светитељ и игуман манастира Свети Прохор Пчињски

## Демографија
У насељу Клиновац живи 425 пунолетних становника, а просечна старост становништва износи 40,7 година (39,2 код мушкараца и 42,5 код жена). У насељу има 163 домаћинства, а просечан број чланова по домаћинству је 3,31.
Ово насеље је великим делом насељено Србима (према попису из 2002. године), а у последња три пописа, примећен је пад у броју становника.
|  |

| Демографија | Демографија | Демографија |
| Година      | Становника  | Становника  |
| ----------- | ----------- | ----------- |
| 1948.       | 900         |             |
| 1953.       | 911         |             |
| 1961.       | 866         |             |
| 1971.       | 784         |             |
| 1981.       | 667         |             |
| 1991.       | 604         | 604         |
| 2002.       | 539         | 542         |
| 2022.       | 405         |             |

| Етнички састав према попису из 2002.‍ | Етнички састав према попису из 2002.‍ | Етнички састав према попису из 2002.‍ | Етнички састав према попису из 2002.‍ | Етнички састав према попису из 2002.‍ |
| ------------------------------------ | ------------------------------------ | ------------------------------------ | ------------------------------------ | ------------------------------------ |
|                                      |                                      |                                      |                                      |                                      |
| Срби                                 | Срби                                 |                                      | 527                                  | 97,77%                               |
| Македонци                            | Македонци                            |                                      | 1                                    | 0,18%                                |
| Албанци                              | Албанци                              |                                      | 1                                    | 0,18%                                |
| непознато                            | непознато                            |                                      | 10                                   | 1,85%                                |

| Година пописа     | 1948. | 1953. | 1961. | 1971. | 1981. | 1991. | 2002. |
| ----------------- | ----- | ----- | ----- | ----- | ----- | ----- | ----- |
| Број домаћинстава | 145   | 151   | 159   | 167   | 174   | 166   | 163   |

| Број чланова      | 1  | 2  | 3  | 4  | 5  | 6  | 7 | 8 | 9 | 10 и више | Просек |
| ----------------- | -- | -- | -- | -- | -- | -- | - | - | - | --------- | ------ |
| Број домаћинстава | 28 | 43 | 18 | 34 | 19 | 12 | 7 | 0 | 1 | 1         | 3,31   |

| Пол    | Укупно | Неожењен/Неудата | Ожењен/Удата | Удовац/Удовица | Разведен/Разведена | Непознато |
| ------ | ------ | ---------------- | ------------ | -------------- | ------------------ | --------- |
| Мушки  | 238    | 71               | 134          | 21             | 9                  | 3         |
| Женски | 209    | 35               | 135          | 35             | 3                  | 1         |
| УКУПНО | 447    | 106              | 269          | 56             | 12                 | 4         |

| Пол    | Укупно                    | Пољопривреда, лов и шумарство | Рибарство                            | Вађење руде и камена | Прерађивачка индустрија       |
| ------ | ------------------------- | ----------------------------- | ------------------------------------ | -------------------- | ----------------------------- |
| Мушки  | 110                       | 31                            | 0                                    | 0                    | 42                            |
| Женски | 66                        | 19                            | 0                                    | 0                    | 39                            |
| УКУПНО | 176                       | 50                            | 0                                    | 0                    | 81                            |
| Пол    | Производња и снабдевање   | Грађевинарство                | Трговина                             | Хотели и ресторани   | Саобраћај, складиштење и везе |
| Мушки  | 0                         | 6                             | 0                                    | 3                    | 4                             |
| Женски | 0                         | 0                             | 0                                    | 1                    | 0                             |
| УКУПНО | 0                         | 6                             | 0                                    | 4                    | 4                             |
| Пол    | Финансијско посредовање   | Некретнине                    | Државна управа и одбрана             | Образовање           | Здравствени и социјални рад   |
| Мушки  | 0                         | 0                             | 2                                    | 4                    | 3                             |
| Женски | 0                         | 0                             | 0                                    | 2                    | 3                             |
| УКУПНО | 0                         | 0                             | 2                                    | 6                    | 6                             |
| Пол    | Остале услужне активности | Приватна домаћинства          | Екстериторијалне организације и тела | Непознато            | Непознато                     |
| Мушки  | 3                         | 0                             | 0                                    | 12                   | 12                            |
| Женски | 0                         | 0                             | 0                                    | 2                    | 2                             |
| УКУПНО | 3                         | 0                             | 0                                    | 14                   | 14                            |